# 1840 aux échecs
| Années des échecs : 1837 - 1838 - 1839 - 1840 - 1841 - 1842 - 1843    |
| Décennies des échecs : 1810 - 1820 - 1830 - 1840 - 1850 - 1860 - 1870 |

Cet article présente les faits marquants de l'année 1840 aux échecs.

## Divers
- Howard Staunton deviant secrétaire du Westminster Chess Club[1].
- Désormais oublié, le Turc mécanique est offert au musée chinois de Philadelphie[1].

## Naissances
- William Potter

## Nécrologie
- 13 décembre : Louis-Charles Mahé de La Bourdonnais[1].